# Kedariti

Kedar nel V secolo a.C.

Il regno di Kedar (arabo: مملكة قيدار, Mamlakat Qaydar) è stato un antico regno arabo situato a sud del Regno di Giuda.

## Storia
Gli annali assiri fanno menzione di un regno di Kedar in Arabia settentrionale dal VII secolo a.C. identificando i Kedariti con la confederazione di tribù dei Šumu’il. I sovrani avevano il titolo di « Re » o di « Regina degli Arabi ». Il regno era centrato sull'oasi di Duma.
Erodoto fa menzione di questi Arabi insediati sulla via carovaniera dalla Persia all'Egitto, a sud della città di Cadytis (Gaza) e che furono alleati di Cambyse al tempo della sua invasione dell'Egitto alla fine del VI secolo. Delle iscrizioni su delle ciotole di argento trovate in Egitto, a Tell el-Mashkuta presso Ismaïlia, portano delle iscrizioni in onore di Han-ilat « la dea » in lingua araba, di cui, dove una proviene dal figlio del re di Kedar Gashmu, lo stesso che si oppose al ritorno dei Giudei dall'esilio voluto da Neemia.
Questi Arabi insediati nel sud del Regno della Giudea e al confine orientale dell'Egitto erano dunque dei Kidariti di cui il regno è terminato all'inizio del IV secolo a.C. al momento in cui i Nabatei arrivano nella regione .
Vi sono menzioni del regno di Kedar nei salmi e cantici dell'Antico testamento: cantico di Isaia "Il deserto e le sue città alzino la voce! Alzino la voce i villaggi occupati da Kedar! Esultino gli abitanti di Sela, prorompano in grida di gioia dalla vetta dei monti!" (Is 42:11).

## Origini
Secondo la Bibbia, Kedar è il nome di uno dei figli di Ismaele.